# Caso Monteverde
El Caso Monteverde también conocido como Asalto en Monteverde o Masacre de Monteverde, constituye uno de los hechos más oscuros y violentos en la historia de Costa Rica.
Ocurrió el 8 de marzo de 2005, cuando tres asaltantes de nacionalidad nicaragüense, entraron al Banco Nacional de Santa Elena, Monteverde, y un oficial de seguridad de ese banco mató a dos de ellos antes de que entraran. El asaltante restante mantuvo secuestrado a las personas que estaban en el banco.
Este hecho dejó como saldo a nueve personas muertas y once heridos.
Al final, de los asaltantes sólo sobrevivió Erlyn Hurtado.

## Acontecimientos
Los 3 hombres, vestidos con lentes de sol y ropa de fatiga, ingresaron al banco. En ese momento, se dio la alerta del asalto. Eduardo Rodríguez Cruz, empleado de seguridad del banco, intercambió disparos con los criminales, pero al comenzar a terminarse sus municiones, se encerró en su módulo de seguridad, y ahí permaneció hasta que concluyó la situación, incluso orinando en su casetilla (según las propias declaraciones de Rodríguez, usó un pañuelo impregnado con orina para taparse la nariz, debido al fuerte olor que despedían los cadáveres). Desde su casetilla dio muerte a uno de los asaltantes, con uno de los pocos disparos que todavía tenía. Aparentemente, Erlyn no sabía de su presencia (ingresó al banco después que sus hermanos), lo cual evitó que muriera (el arma de Erlyn era de un calibre muy superior a la de Rodríguez).
El asalto concluyó cuando la última rehén, Elizabeth Artavia, lo convenció de entregarse a la policía. Inicialmente, Erlyn se mostró reacio a entregarse ("me van a dar 50 años", decía) e incluso llegó a contemplar la posibilidad de suicidarse (escribió una carta de perdón a su esposa), pero tras dialogar con Artavia, cambió de idea.
En dicho suceso murieron 7 rehenes (3 de los cuales fueron rematados, de acuerdo al OIJ -Organismo de Investigación Judicial-), 2 de los 3 asaltantes, y otras 17 personas fueron mantenidas contra su voluntad por 28 horas, lo cual constituye el secuestro y asalto más sangriento en la historia de Costa Rica. Erlyn usó una AK-47.
Al momento de su arresto (tras entregarse a las autoridades), Erlyn negó ser el autor de los crímenes, a pesar de la contundente evidencia en su contra: 17 testigos, sus 2 hermanos y cómplices muertos, y todo el asalto transmitido en vivo por la televisión local.

## Víctimas
Entre las personas que perdieron la vida se encontraban: 
- Óscar Gerardo Quesada Fallas (oficial de policía): falleció durante fuego cruzado con la banda. Fue el único policía que perdió la vida de este modo
- Rosa Ángela Marchena: laboraba en la plataforma de atención al cliente
- Wílliam Suárez: cliente y residente de Monteverde
- Pablo González (jefe del departamento de crédito):  uno de los últimos en ser asesinado, presumiblemente a sangre fría. En el momento de su muerte, era el sustituto de una colega incapacitada por maternidad. Nativo de Esparza
- Víctor Badilla; cliente
- María Rosa Bolaños
- Mario López Miranda: se hallaba haciendo un depósito bancario

Los asaltantes que fallecieron fueron: Santos Agenor Hurtado Martínez y Santos Marjorie Cruz Martínez.

## Otras consideraciones
- La banda está ligada a 18 atracos distintos.
- Al inicio del crimen de Monteverde, se pensó que eran 4 los asaltantes. Cuando concluyó la situación, se verificó que eran 3. En las últimas horas del secuestro, Hurtado había pedido comida para 2 personas, lo cual dio lugar a la confusión.
- La última rehén liberada, Elizabeth Artavia Solís, es cajera del banco asaltado.
- Una de las secuestradas, Nancy Ramírez, estaba embarazada. Sobrevivió.
- Erlyn Hurtado pidió ¢15.000.000 (unos $33.000, al momento del asalto) por liberar a los rehenes, además de un chofer y un vehículo para huir.
- Muchos de los rehenes escaparon por sus propios medios. Al iniciar la situación, había 33 rehenes. Al concluir, quedaban 12.